# Gambia op de Gemenebestspelen

Vlag van Gambia

Gambia is een van de landen die deelneemt aan de Gemenebestspelen (of Commonwealth Games). Sinds 1970 heeft Gambia twaalfmaal deelgenomen. In totaal over deze twaalf edities won Gambia 2 medailles.

## Medailles
| Gambia op de Gemenebestspelen | Gambia op de Gemenebestspelen | Gambia op de Gemenebestspelen | Gambia op de Gemenebestspelen | Gambia op de Gemenebestspelen | Gambia op de Gemenebestspelen |
| ----------------------------- | ----------------------------- | ----------------------------- | ----------------------------- | ----------------------------- | ----------------------------- |
| Jaar                          | Goud                          | Zilver                        | Brons                         | Totaal                        | Rang                          |
| 1970                          | -                             | -                             | 1                             | 1                             | 22                            |
| 1974                          | -                             | -                             | -                             | -                             | /                             |
| 1978                          | -                             | -                             | -                             | -                             | /                             |
| 1982                          | -                             | -                             | -                             | -                             | /                             |
| 1990                          | -                             | -                             | -                             | -                             | /                             |
| 1994                          | -                             | -                             | -                             | -                             | /                             |
| 1998                          | -                             | -                             | -                             | -                             | /                             |
| 2002                          | -                             | -                             | -                             | -                             | /                             |
| 2006                          | -                             | -                             | -                             | -                             | /                             |
| 2010                          | -                             | -                             | -                             | -                             | /                             |
| 2018                          | -                             | -                             | -                             | -                             | /                             |
| 2022                          | -                             | 1                             | -                             | 1                             | 35                            |